# Mathis (Name)
Mathis ist ein deutscher männlicher Vor- und Familienname.

## Namensträger

### Vorname
- Mathis Künzler (* 1978), Schweizer Schauspieler
- Mathis Mathisen (* 1937), norwegischer Schriftsteller
- Mathis Mönninghoff (* 1992), deutscher Basketballspieler
- Mathis Nitschke (* 1973), deutscher Komponist
- Mathis Olimb (* 1986), norwegischer Eishockeyspieler
- Mathis Reinhardt (* 1978), deutscher Schauspieler
- Mathis Schrader (* 1946), deutscher Schauspieler, Theaterregisseur und Hörspielsprecher
- Mathis Wackernagel (* 1962), Schweizer Aktivist im Bereich Nachhaltigkeit
- Mathis Wernecke (* 2006), deutscher Schauspieler

### Familienname
- Adolf Mathis (1938–2021), Schweizer Skirennfahrer
- Adriana Mathis (* 1994), österreichische Radsportlerin
- Agostino Mathis (* 1940), italienischer Diplomat
- Alexandra Mathis (* 1992), österreichische Badmintonspielerin
- Antoinette Mathis, siehe Antoinette Becker
- Ayana Mathis (* 1973), US-amerikanische Schriftstellerin und Hochschullehrerin
- Benjamin Mathis (* 1981), Schweizer Schauspieler
- Buster Mathis (1943–1995), US-amerikanischer Boxer
- Clark Mathis, US-amerikanischer Kameramann und Fernsehregisseur
- Clint Mathis (* 1976), US-amerikanischer Fußballspieler
- Dawson Mathis (1940–2017), US-amerikanischer Politiker
- Doug Mathis (* 1983), US-amerikanischer Baseballspieler
- Edith Mathis (1938–2025), Schweizer Sängerin (Sopran)
- Emil Mathis (Skispringer), österreichischer Skispringer
- Emil Mathis (Politiker) († 1919), deutscher Politiker, Landrat von Lauenburg
- Émile Mathis (Emil Ernst Karl Mathis; 1880–1956), französischer Automobilproduzent
- Evan Mathis (* 1981), US-amerikanischer American-Football-Spieler
- Franz Mathis (* 1946), österreichischer Wirtschaftshistoriker
- Franziska Mathis-Ullrich (* 1987), deutsche Forscherin Medizin-Robotik
- George Mathis, auch G. S. Mathis, Pseudonym für Mátyás Seiber (1905–1960), ungarischer Komponist
- Giovannes Mathis (1824–1912), Schweizer Schriftsteller
- Hans Mathis (1882–1944), deutscher Maler
- Harald Mathis (* 1966), deutscher Physikochemiker und Hochschullehrer
- Hubert Mathis (* 1950), französischer Radrennfahrer
- Jean-Claude Mathis (* 1939), französischer Politiker
- Jeff Mathis (* 1983), US-amerikanischer Baseballspieler
- Johnny Mathis (Countrysänger) („Country“ Johnny Mathis; 1933–2011), US-amerikanischer Countrysänger
- Johnny Mathis (Popsänger) (* 1935), US-amerikanischer Popsänger
- June Mathis (1892–1927), US-amerikanische Drehbuchautorin
- Karl Mathis (1845–1917), deutscher Jurist und Politiker
- Kurt Mathis (* 1946), österreichischer Politiker (ÖVP)
- Lionel Mathis (* 1981), französischer Fußballspieler
- Ludwig Emil Mathis (1797–1874), deutscher Staatsmann
- Marcel Mathis (* 1991), österreichischer Skirennläufer
- Marco Mathis (* 1994), deutscher Radsportler
- Maria Mathis (* 1967), österreichische Sängerin und Moderatorin
- Marianne Mathis (1955–2015), österreichische Journalistin und Diplomatin
- Marie Mathis (1868–1935), deutsche Beamtin und Politikerin (DVP, DNVP)
- Marylène Patou-Mathis (* 1955), französische Ur- und Frühhistorikerin
- Maurice Mathis (* 1999), österreichischer Fußballspieler
- Michaela Mathis (* 1989), österreichische Badmintonspielerin
- Muda Mathis (* 1959), Schweizer Künstlerin
- Noa Mathis (* 2003), österreichischer Fußballspieler
- Peter Mathis (* 1961), österreichischer Fotograf
- Rageth Mathis (1752–1797), Schweizer Glockengiesser in Chur
- Rashean Mathis (* 1980), US-amerikanischer American-Football-Spieler
- Rino Mathis (* 1972), Schweizer Pokerspieler
- Robert Mathis (* 1981), US-amerikanischer  American-Football-Spieler
- Robert C. Mathis (1927–2016), General der US Air Force
- Roger Mathis (Fussballspieler, 1921) (1921–2015), Schweizer Fußballspieler
- Roger Mathis (Fussballspieler, 1986) (* 1986), Schweizer Fußballspieler und -trainer
- Samantha Mathis (* 1970), US-amerikanische Schauspielerin
- Terance Mathis (* 1967), US-amerikanischer American-Football-Spieler
- Ursula Mathis-Moser (* 1950), österreichische Romanistin, Literaturwissenschaftlerin und Hochschullehrerin
- Warren Anderson Mathis (* 1977), US-amerikanischer Rapper, siehe Bubba Sparxxx
- Wolfgang Mathis (* 1950), deutscher Elektrotechniker und Hochschullehrer